# André Darrigade
André Darrigade (ur. 24 kwietnia 1929 w Narrosse) – francuski kolarz szosowy i torowy, czterokrotny medalista szosowych mistrzostw świata.

## Kariera
Pierwszy sukces w karierze André Darrigade osiągnął w 1957 roku, kiedy zdobył brązowy medal w wyścigu ze startu wspólnego podczas szosowych mistrzostw świata w Waregem. W zawodach tych wyprzedzili go jedynie Belg Rik Van Steenbergen oraz inny Francuz, Louison Bobet. Wynik ten Darrigade powtórzył na rozgrywanych rok później mistrzostwach świata w Reims, gdzie lepsi byli Włoch Ercole Baldini i Bobet. W tej samej konkurencji był też drugi na mistrzostwach świata w Karl-Marx-Stadt w 1960 roku oraz najlepszy podczas mistrzostw świata w Zandvoort rok wcześniej. Ponadto był między innymi pierwszy w Bordeaux-Saintes w 1951 roku, drugi w Paryż-Bourges w 1953 roku, pierwszy w Trofeo Baracchi i Giro di Lombardia w 1956 roku, pierwszy w Paryż-Valenciennes i trzeci w Mediolan-San Remo oraz Czterech Dniach Dunkierki w 1958 roku, wygrał Critérium International w 1959 roku, a rok później był drugi w wyścigu Paryż-Bruksela. Wielokrotnie startował w Tour de France, wygrywając łącznie 22 etapy i zdobywając zieloną koszulkę w latach 1959 i 1961. W 10 kolejnych edycjach TdF (lata 1955-64), wygrywał co najmniej  jeden etap, co stanowi do dziś (2025) niepobity rekord w liczbie kolejnych edycji Tdf z etapowym zwycięstwem. W klasyfikacji generalnej najlepsze wyniki osiągał w latach 1956, 1959 i 1960, kiedy zajmował 16. miejsce. W 1959 roku zajął 42. miejsce w Giro d’Italia, a rok później wygrał jeden etap. Nigdy nie wystąpił na igrzyskach olimpijskich. Startował także na torze, ale bez większych sukcesów. Jako zawodowiec startował w latach 1951-1966.

## Najważniejsze sukcesy
- 1956 – Giro di Lombardia
- 1957 – brązowy medal mistrzostw świata
- 1958 – brązowy medal mistrzostw świata
- 1959 – mistrzostwo świata, Critérium International
- 1959 – wicemistrzostwo świata